# سبورتينغ خيخون ب
ريال سبورتينغ خيخون ب هو نادي كرة قدم إسباني يتمركز في خيخون، في منطقة أستورياس ذاتية الحكم. تأسس في 1960 وهو الفريق الرديف لنادي سبورتينغ خيخون، ويلعب حاليًا في الدوري الإسباني الدرجة الثانية ب – المجموعة 2. يلعب مبارياته في ملعب مدرسة ماريو لكرة القدم.